# Corticoesteroide

Estructura de la cortisona, un tipus de corticoesteroide

Els corticoides o corticoesteroides són un tipus d'hormones esteroides produïda per les glàndules suprarenals. Aquestes hormones compleixen un paper fonamental en la regulació de distintes funcions de l'organisme.

## Tipus
- Glucocorticoides, com el cortisol, controlen el metabolisme d'hidrats de carboni, greixos i proteïnes; són antiinflamatoris en impedir l'alliberament de fosfolípids; disminueixen l'acció dels eosinòfils; i més. S'utilitzen com antiinflamatoris en diverses malalties.[2]
- Mineralocorticoides, com l'aldosterona, controlen els nivells dels electròlits i de l'aigua, principalment mitjançant la retenció de sodi al ronyó.

Per saber quin d'ells està indicat en cada cas hem de conèixer:
- La rapidesa de l'acció.
- La potència de l'acció.
- Els efectes col·laterals.

En cas d'urgència s'utilitzen els d'acció ràpida (esteroides), en casos de tractaments llargs escollirem els d'accions més prolongades, si és necessari, si no els que poden emular una secreció normal. Els d'acció mineralocorticoide produiran més retenció de líquids, per això es contraindiquen en teràpies prolongades. Els d'acció prolongada no emulen la secreció normal del cos i produeixen atròfia suprarenal, per tant no s'utilitzen en teràpies de llarga duració.
En els tractaments prolongats s'utilitzen els de duració mitjana, dosis matinal i en dies alterns.